# Hockey op de Olympische Zomerspelen 1920
Hockey is een van de sporten die beoefend werden tijdens de Olympische Zomerspelen 1920 in Antwerpen.
Er namen vier herenteams deel aan dit toernooi. De opzet van het hockeytoernooi was een halve competitie.

## Heren

### Uitslagen
| datum       | land             | uitslag | land       |
| ----------- | ---------------- | ------- | ---------- |
| 1 september | Groot-Brittannië | 5 – 1   | Denemarken |
| 1 september | België           | 3 – 2   | Frankrijk  |
| 3 september | Groot-Brittannië | 12 – 1  | België     |
| 3 september | Denemarken       | 9 – 1   | Frankrijk  |
| 4 september | Groot-Brittannië | w.o.    | Frankrijk  |
| 5 september | Denemarken       | 5 – 2   | België     |

| Rang | Land             | Wed | W | G | V | DV | DT |     | Ptn |
| ---- | ---------------- | --- | - | - | - | -- | -- | --- | --- |
| 1    | Groot-Brittannië | 3   | 3 | 0 | 0 | 17 | 2  | 15  | 6   |
| 2    | Denemarken       | 3   | 2 | 0 | 1 | 15 | 8  | 7   | 4   |
| 3    | België           | 3   | 1 | 0 | 2 | 6  | 19 | -13 | 2   |
| 4    | Frankrijk        | 3   | 0 | 0 | 3 | 3  | 12 | -9  | 0   |

### Eindrangschikking
| rang   | land | sporters |
| ------ | ---- | --- |
| Goud   | GBR  | Charles Atkin, John Bennett, Colin Campbell, Harold Cassels, Harold Cooke, Eric Crockford, Reginald Crummack, Harry Haslam, Arthur Leighton, Charles Marcon, John MacBryan, George McGrath, Stanley Shoveller, William Smith, Cyril Wilkinson                       |
| Zilver | DEN  | Hans Bjerrum, Ejvind Blach, Niels Blach, Steen Due, Thorvald Eigenbrod, Frands Faber, Hans Jørgen Hansen, Hans Herlak, Henning Holst, Erik Husted, Paul Metz, Andreas Rasmussen                                                                                     |
| Brons  | BEL  | André Becquet, Pierre Chibert, Raoul Daufresne de la Chevalerie, Fernand de Montigny, Charles Delelienne, Louis Diercxsens, Robert Gevers, Adolphe Goemaere, Charles Guiette, Raymond Keppens, René Strauwen, Pierre Valcke, Maurice Van den Bemden, Jean Van Nerom |
| 4      | FRA  | Paul Haranger, Robert Lelong, Pierre Estrabant, Georges Breuille, Jacques Morise, Edmond Loriol, Désiré Guard, Roland Bedel, André Bonnal, Gaston Rogot, Pierre Rollin                                                                                              |

Londen 1908 · 
Antwerpen 1920 · 
Amsterdam 1928 · 
Los Angeles 1932 · 
Berlijn 1936 · 
Londen 1948 · 
Helsinki 1952 · 
Melbourne 1956 · 
Rome 1960 · 
Tokio 1964 · 
Mexico-stad 1968 · 
München 1972 · 
Montréal 1976 · 
Moskou 1980 · 
Los Angeles 1984 · 
Seoel 1988 · 
Barcelona 1992 · 
Atlanta 1996 · 
Sydney 2000 · 
Athene 2004 · 
Peking 2008 · 
Londen 2012 · 
Rio de Janeiro 2016 · 
Tokio 2020 · 
Parijs 2024 · 
Los Angeles 2028 
Medaillewinnaars
Atletiek · Boksen · Boogschieten · Gewichtheffen · Hockey · Kunstrijden · Kunstwedstrijden · Moderne vijfkamp · Paardensport · Polo · Roeien · Rugby · Schermen · Schietsport · Schoonspringen · Tennis · Touwtrekken · Turnen · Voetbal · Waterpolo · Wielersport · Worstelen · IJshockey · Zeilen · Zwemmen